# Bunsenita
La bunsenita es la forma mineral del óxido de níquel (II), NiO.
El nombre de bunsenita se debe a James Dwight Dana; en 1868 lo eligió en honor a Robert Bunsen (1811-1899), profesor de química de Heidelberg que con anterioridad había observado cristales artificiales de este material.

## Propiedades
La bunsenita es un mineral entre translúcido y opaco, de color verde amarillo o verde pistacho, que presenta brillo adamantino. En la escala de Mohs posee dureza 5,5, siendo su densidad media de 6,6 g/cm³.
Es soluble en hidróxido de amonio y cianuro potásico.
Cristaliza en el sistema cúbico, clase hexaoctaédrica. Su contenido en níquel es superior al 78%.
Pertenece al grupo mineralógico de la periclasa, del que forma parte, además de la periclasa (MgO), la wüstita (FeO).

## Morfología y formación
La bunsenita se presenta en forma de cristales octáedricos, que pueden estar modificados por hexaedros o dodecaedros.
Este mineral ha sido identificado en filones hidrotermales de níquel-uranio en los montes Metálicos. Asimismo, en Sudáfrica aparece en un pequeño depósito de níquel tabular en la zona de contacto entre cuarcita y rocas ultramáficas serpentinizadas; se piensa que se formó a 730 °C y a menos de 2 kbar por metamorfismo de contacto a partir de un meteorito rico en níquel.
La bunsenita aparece asociada a otros minerales como annabergita, aerugita, xanthiosita, liebenbergita, trevorita, serpentina de níquel, violarita y millerita.

## Yacimientos
La bunesnita es un mineral escaso, estando la localidad tipo en Johanngeorgenstadt, en los montes Metálicos (Sajonia, Alemania). En este mismo estado hay también depósitos en Lauta. En el norte de Noruega se ha encontrado bunsenita en Karasjok y, a su vez, Rusia cuenta con depósitos al sur de los Urales, en el óblast de Oremburgo.
En Sudáfrica hay bunsenita en la provincia de Mpumalanga, en el depósito de níquel de Bon Accord, localidad tipo de diversos minerales como nimita, trevorita o willemseíta. También se ha encontrado este mineral en la provincia del Noroeste, en el cráter Morokweng.